# Bothrocerambyx nevermanni
Bothrocerambyx nevermanni är en skalbaggsart som beskrevs av Schwarzer 1929. Bothrocerambyx nevermanni ingår i släktet Bothrocerambyx och familjen långhorningar.
Artens utbredningsområde är:
- Costa Rica.
- Panama.

Inga underarter finns listade.